# S.Pri Noir
S.Pri Noir, de son vrai nom Malick Mendosa, est un rappeur, chanteur, producteur, topliner et réalisateur français d'origine sénégalaise et bissaoguinéen, né le 18 septembre 1986 dans le 14e arrondissement de Paris

## Biographie
Né d'une mère originaire du Sénégal, éducatrice pour jeunes enfants, et d'un père originaire de Guinée-Bissau, il grandit dans le 18e arrondissement de Paris jusqu'à 12 ans, puis passe son adolescence dans le quartier des Fougères, dans le 20e arrondissement de Paris.
Pendant son adolescence, S.Pri Noir joue au football américain dans le club Flash de la Courneuve avec lequel il sera sacré deux fois champion de France. Malick Mendosa se choisit le pseudo S.Pri Noir pour l'utiliser sur la messagerie MSN, puis décide d'adopter ce surnom pour la scène.
Il fait des études en BTS Technico-commercial, puis une Licence de marketing, tout en écrivant ses premiers textes. Il monte son propre label Nouvelle École, signé chez Sony avec 2 autres rappeurs : Still Fresh et Cerebro.
Entre 2008 et 2009, il intègre le collectif L'Institut du 75 (qui deviendra par la suite le groupe "L'Institut") composé de nombreux rappeurs dont Jarod, Dr Beriz (Toxmo à l'époque), Abou Debeing, l'1solent. Il participera aussi aux deux premiers volumes de À la Fuck you.
En 2013, il participe au morceau Marche en collaboration avec 12 autres rappeurs tel que : Nekfeu, Disiz, Soprano, Sadek, Kool Shen, Akhenaton et plein d'autres.
S.Pri Noir participe en 2015 à la 2e édition d'AbbéRoad, concert caritatif de la Fondation Abbé Pierre (aujourd'hui Fondation pour le logement des défavorisés).
À partir de mars 2018, il part en tournée avec Sneazzy du groupe 1995 avec le S&S Tour à la suite d'un concert à la Cigale en octobre 2017.
Le 11 mai 2018 il sort son premier album intitulé Masque Blanc qui fera 6000 ventes la première semaine, et se placera à la 18e place du Top Albums, comportant des collaborations avec les artistes Nekfeu, Nemir et Still Fresh. L'album deviendra disque d'or en mars 2019.
Le 17 avril 2020, il sort son deuxième album solo État d'esprit contenant des featuring avec Leto, Alpha Wann, Sneazzy, 4Keus, Alonzo, Lefa, Laylow, Lyna Mahyem ou encore Dadju.

## Discographie

### Mixtapes et EP
| Année | Titre                      | Classements |
| Année | Titre                      | FR          |
| ----- | -------------------------- | ----------- |
| 2012  | En attendant État d'esprit | —           |
| 2014  | 0.0.S : Licence To Kill    | 107         |
| 2015  | Le monde ne suffit pas     | 91          |

### Albums
| Année | Titre                | Classement | Classement | Classement | Certification    |
| Année | Titre                | FR         | BEL(WA)    | SWI        | Certification    |
| ----- | -------------------- | ---------- | ---------- | ---------- | ---------------- |
| 2018  | Masque blanc         | 3          | 39         | —          | France : Platine |
| 2020  | État d'esprit        | 2          | 9          | 25         | France : Or      |
| 2024  | La Cour des miracles | 4          | 45         | 47         |                  |

### Albums collaboratifs
- 2012 : N.E (en collaboration avec Still Fresh)

### Singles
- 2018 : Skywalker
- 2018 : Highlander
- 2018 : Baby Gyal
- 2018 : Middle FInger
- 2018 : Fusée Arianne
- 2018 : Finesse (feat. Haute)
- 2018 : Juste pour voir (feat. Nekfeu)
- 2018 : Narco Poète
- 2018 : Chico
- 2018 : Papillon
- 2019 : Mon Crew (feat. Nemir)[17]
- 2020 : Dystopia
- 2020 : 4 litres 2
- 2020 : T'as capté (feat. Alpha Wann et Sneazzy)
- 2020 : Maman dort (feat. Alonzo)
- 2020 : Rio Paris - Vol 447
- 2020 : 911 (feat. Dadju)
- 2021 : AR (feat. Gazo)
- 2021 : En vrai (feat. Da Uzi)
- 2021 : 7 vies (feat. RK)
- 2021 : Juicy (feat. Sean)
- 2021 : Hacienda
- 2021 : Assermenté (feat. Mister You)
- 2021 : Savage (feat. Goya)
- 2021 : Sarah Connor
- 2021 : Si tu savais (feat. Tayc)
- 2021 : Bombay (feat. Still Fresh)
- 2023 : Les clefs du Château
- 2023 : Bonsoir Paris (Mama No Cry) (feat. Tiakola)
- 2024 : Kawasaki (feat. Laylow)

### Collaborations
- 2015 : Abou Debeing feat. S.Pri Noir et Dadju - Bye Bye
- 2015 : Nekfeu feat. S.Pri Noir - Ma dope (sur l'album Feu)
- 2016 : The Shin Sekaï feat. Franglish, S.Pri Noir et Abou Debeing - Pablo Picasso (sur l'album Les Chroniques du Wati-Boss, Volume 3)
- 2016 : The Shin Sekaï feat. Black M, S.Pri Noir et Abou Debeing - Bounce (sur l'album Indéfini)
- 2016 : Hayce Lemsi et Volts Face feat. Abou Tall et S.Pri Noir - Célébrer (sur l'album À des années lumières)
- 2016 : Nekfeu feat. Sneazzy et S.Pri Noir - Saturne (sur l'album Cyborg)
- 2017 : Sianna feat. S.Pri Noir - Charbonner (sur l'album Diamant noir)
- 2017 : Rim'K feat. S.Pri Noir - No Future (sur l'album Fantôme)
- 2017 : Lefa feat. S.Pri Noir - Rouler (sur l'album Visionnaire)
- 2017 : Still Fresh feat. S.Pri Noir - Demande-moi (sur l'album Cœur noir)
- 2017 : Dadju feat. S.Pri Noir - Jenny (sur l'album Gentleman 2.0)
- 2017 : Black M feat. S.Pri Noir - N.C.M (sur la réédition de l'album Éternel Insatisfait)
- 2017 : Awa Imani feat. S.Pri Noir - Aime-moi
- 2018 : Lefa feat. Dadju et S.Pri Noir - J'me téléporte (sur l'album 3 du mat)
- 2018 : Dadju feat. S.Pri Noir - Jenny (sur la réédition de l'album Gentleman 2.0)
- 2018 : 4Keus feat S.Pri Noir - Toute la night (sur l'album À cœur ouvert)
- 2019 : Abou Debeing feat. Dadju, Franglish et S.Pri Noir - Calme (sur l'album Street Love)
- 2019 : Abou Tall feat. S.Pri Noir - Eau de Cologne (sur l'album Ghetto Chic)
- 2020 : Laylow feat. S.Pri Noir - HILLZ (sur l'album Trinity)
- 2020 : Sneazzy feat. S.Pri Noir - Mon père c'est ma mère (sur l'album Nouvo Mode)
- 2020 : Sneazzy feat. Alpha Wann, Nekfeu et S.Pri Noir - Étincelles (sur l'album Nouvo Mode)
- 2020 : Nemir feat S.Pri Noir - Rock N' Roll (sur l'album Nemir)
- 2020 : Lyna Mahyem feat S.Pri Noir - Code Pin 778 (sur l'album Femme forte)
- 2020 : D.Ace feat S.Pri Noir - Charmant (sur l'album Vox cordis)
- 2021 : Mister You feat. S.Pri Noir - La fragrance (sur l'album HLM 2)
- 2021 : Lujipeka feat. S.Pri Noir - Putain d'époque
- 2021 : Ya Levis x Leto x S.Pri Noir - YSL (sur l'EP LCLM : Prélude)
- 2021 : Doums feat. S.Pri Noir, Blondinet - Capital (sur l’EP Pilot3)
- 2021 : Maska feat. S.Pri Noir - S'aimer seul (sur l'album Étoile de Jour)
- 2021 : Georgio feat. S.Pri Noir - Full Moon (sur l'album Sacré)
- 2022 : Fababy feat S.Pri Noir - 10 ans (sur l'album Eléphant d'Or)
- 2023 : Raplume feat. S.Pri Noir x mademoiselle Lou - Revenir en arrière (sur l'album Miel)

### Musique écrite ou coécrite pour d'autres artistes
- 2023 : 24/34 (pour Tiakola et Gazo)

## Filmographie
Il est le sujet d'un film documentaire sorti en 2023, dans la série documentaire Jump !.

### Série télévisée
- 2020 : Validé de Franck Gastambide : lui même
- 2023 : Jusqu'ici tout va bien de Nawell Madani : Ketchup

## Nomination
| Année | Prix                                        | Résultat   | Ref. |
| ----- | ------------------------------------------- | ---------- | ---- |
| 2020  | BET Award du meilleur artiste international | Nomination | ,    |